# Grupoide de Lie
Un grupoide de Lie es un grupoide donde ambos, el grupoide y el espacio base son variedades y las funciones origen y final son funciones diferenciables cuya diferencial es suryectiva, es decir son sumersiones suryectivas. Esta definición generaliza la de grupo de Lie: los grupos de Lie son los grupoides de Lie donde el espacio base es trivial. 

## Definición
- Un grupoide de Lie es un {\displaystyle G} grupoide con base {\displaystyle M} tal que
  - {\displaystyle G}, {\displaystyle M} son variedades diferenciales.
  - {\displaystyle s,t:G\to M}, las aplicaciones origen y final, son sumersiones sobreyectivas.
  - {\displaystyle 1:M\to G}, la aplicación unidad, es diferenciable.
  - La multiplicación {\displaystyle G*G\to G} es diferenciable.

Observar que si denotamos {\displaystyle \Delta _{M}} la diagonal de {\displaystyle M}, entonces {\displaystyle G*G=(s\times t)^{-1}(\Delta _{M})}. Como {\displaystyle s\times t} es una sumersión suryectiva, por el teorema de la función inversa obtenemos que {\displaystyle G*G} es una subvariedad incrustada y cerrada de {\displaystyle G\times G} y hereda su estructura diferenciable. Esto nos dice que tiene sentido hablar de que el producto o multiplicación es diferenciable.

## Ejemplos
- Sea {\displaystyle (E,q,M)} un fibrado vectorial y {\displaystyle \Phi (E):=\{\xi :E_{x}\to E_{y}/x,y\in M,\xi } es lineal {\displaystyle \}}, es decir todas las transformaciones lineales entre fibras. Si {\displaystyle \xi :E_{x}\to E_{y}\in \Phi }, definimos {\displaystyle s(\xi )=x}, el origen de {\displaystyle \xi } y {\displaystyle t(\xi )=y}, el destino de {\displaystyle \xi }. Claramente {\displaystyle s,t:\Phi \to M.} Si {\displaystyle \xi ,\eta \in \Phi (E)}, la composición {\displaystyle \eta \xi } sólo tiene sentido si {\displaystyle t(\xi )=s(\eta )}. Si se define {\displaystyle \Phi (E)*\Phi (E):=\{(\eta ,\xi )\in \Phi (E)\times \Phi (E):t(\xi )=s(\eta )\}} Entonces existe un producto {\displaystyle \Phi (E)*\Phi (E)\to \Phi (E)} definido como arriba. De esta forma {\displaystyle \Phi (E)} es un grupoide con base {\displaystyle M}, donde {\displaystyle s,\,t} son las aplicaciones origen y final, respectivamente y la identidad es el isomorfismo identidad en cada fibra.

- Sea {\displaystyle M} una variedad diferenciable y {\displaystyle G} un grupo de Lie. Entonces el grupoide trivial {\displaystyle M\times G\times M\rightrightarrows M} es un grupoide de Lie.

- Datos: Q6543824